# Eus
Pour les articles homonymes, voir Eus.
Eus  (API : /ɛws/ en français et en catalan) est une commune française située dans le centre du département des Pyrénées-Orientales, en région Occitanie. Sur le plan historique et culturel, la commune est dans le pays de Conflent, correspondant à l'ensemble des vallées pyrénéennes qui « confluent » avec le lit creusé par la Têt entre Mont-Louis et Rodès.
Exposée à un climat océanique altéré, elle est drainée par la Têt, le Lliscó et par divers autres petits cours d'eau. La commune possède un patrimoine naturel remarquable composé de deux zones naturelles d'intérêt écologique, faunistique et floristique.
Eus est une commune rurale qui compte 381 habitants en 2022. Elle fait partie de l'aire d'attraction de Prades. Ses habitants sont appelés les Euxencs ou Euxenques.

## Géographie

### Localisation
La commune d'Eus se trouve dans le département des Pyrénées-Orientales, en région Occitanie.
Elle se situe à 36 km à vol d'oiseau de Perpignan, préfecture du département, et à 4 km de Prades, sous-préfecture.
Les communes les plus proches sont : 
Marquixanes (2,3 km), Los Masos (2,5 km), Catllar (3,1 km), Arboussols (3,2 km), Prades (4,1 km), Espira-de-Conflent (4,5 km), Codalet (5,0 km), Estoher (5,3 km).
Sur le plan historique et culturel, Eus fait partie de la région de Conflent, héritière de l'ancien comté de Cerdagne et de la viguerie de Conflent. Ce pays correspond à l'ensemble des vallées pyrénéennes qui « confluent » avec le lit creusé par la Têt entre Mont-Louis, porte de la Cerdagne, et Rodès, aux abords de la plaine du Roussillon.

### Communes limitrophes
Les communes limitrophes sont Campoussy, Arboussols, Marquixanes, Los Masos, Prades, Catllar, Molitg-les-Bains et Sournia.
| Sournia                  | Campoussy |             |
| Molitg-les-Bains Catllar | Eus       | Arboussols  |
| Prades                   | Los Masos | Marquixanes |

### Géologie et relief

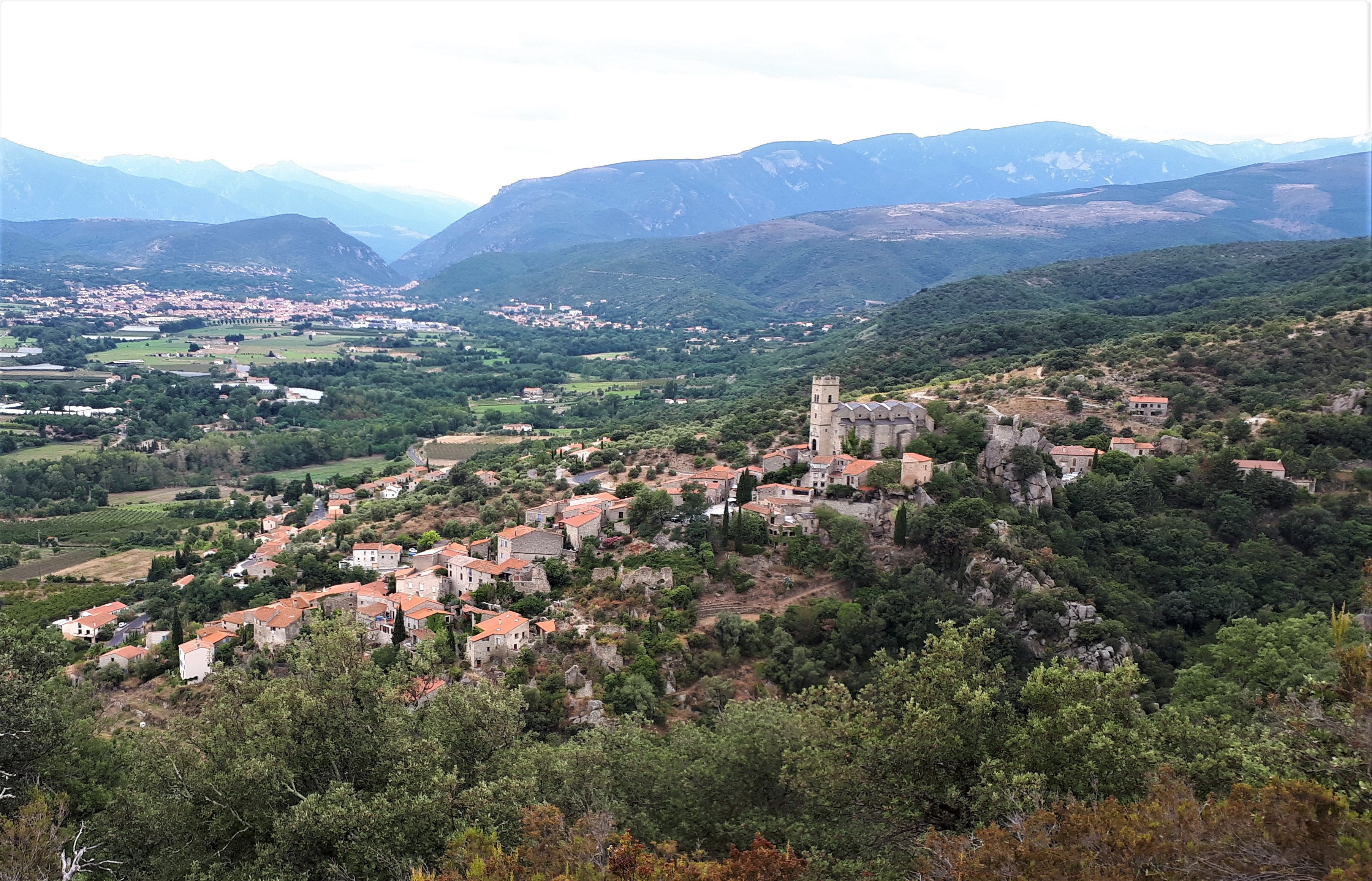
La majeure partie de la commune d'Eus, et tout le vieux village, est située sur un vaste plateau granitique de date hercynienne (environ 300 millions d'années). La partie sud de la commune (à gauche sur la photo ci-dessus) se trouve dans la vallée de la Têt, une zone de dépôts beaucoup plus récents (principalement des terrasses fluviales quaternaires),.

La commune est classée en zone de sismicité 3, correspondant à une sismicité modérée.

### Climat
Pour des articles plus généraux, voir Climat de l'Occitanie et Climat des Pyrénées-Orientales.
En 2010, le climat de la commune est de type climat méditerranéen altéré, selon une étude du CNRS s'appuyant sur une série de données couvrant la période 1971-2000. En 2020, Météo-France publie une typologie des climats de la France métropolitaine dans laquelle la commune est exposée à un climat de montagne ou de marges de montagne et est dans la région climatique Pyrénées orientales, caractérisée par une faible pluviométrie, un très bon ensoleillement (3 000 h ), un air sec, particulièrement en hiver et peu de brouillards.
Pour la période 1971-2000, la température annuelle moyenne est de 13,2 °C, avec une amplitude thermique annuelle de 14,7 °C. Le cumul annuel moyen de précipitations est de 817 mm, avec 6,3 jours de précipitations en janvier et 4,4 jours en juillet. Pour la période 1991-2020, la température moyenne annuelle observée sur la station météorologique installée sur la commune est de 13,6 °C et le cumul annuel moyen de précipitations est de 539,8 mm,. Le village est considéré comme le plus ensoleillé de France, de par sa position et son exposition
| Mois                                  | jan.          | fév.           | mars          | avril           | mai           | juin         | jui.          | août          | sep.          | oct.            | nov.             | déc.            | année      |
| ------------------------------------- | ------------- | -------------- | ------------- | --------------- | ------------- | ------------ | ------------- | ------------- | ------------- | --------------- | ---------------- | --------------- | ---------- |
| Température minimale moyenne (°C)     | 0,7           | 1,1            | 3,3           | 5,7             | 9             | 12,4         | 14,3          | 14,1          | 10,7          | 7,8             | 3,4              | 0,8             | 6,9        |
| Température moyenne (°C)              | 6,7           | 7,4            | 9,9           | 12,3            | 15,5          | 19,4         | 21,6          | 21,3          | 17,9          | 14,5            | 9,8              | 7               | 13,6       |
| Température maximale moyenne (°C)     | 12,7          | 13,7           | 16,4          | 18,8            | 22            | 26,4         | 28,9          | 28,6          | 25,1          | 21,2            | 16,1             | 13,2            | 20,3       |
| Record de froid (°C) date du record   | −9,8 13.01.03 | −10,9 15.02.10 | −9,6 11.03.10 | −3,7 14.04.1998 | −0,7 26.05.13 | 3,2 12.06.19 | 6,1 13.07.00  | 4 29.08.1998  | 0,8 27.09.10  | −3 30.10.12     | −10,3 22.11.1998 | −10,1 17.12.01  | −10,9 2010 |
| Record de chaleur (°C) date du record | 26,3 06.01.13 | 27,7 27.02.19  | 28,3 24.03.01 | 31,7 08.04.11   | 33,7 29.05.01 | 42 28.06.19  | 38,4 15.07.23 | 38,6 23.08.23 | 35,2 13.09.16 | 32,6 01.10.1997 | 27,1 06.11.13    | 24,5 11.12.1994 | 42 2019    |
| Précipitations (mm)                   | 54,8          | 33,3           | 46,2          | 56,5            | 50,7          | 34           | 29,8          | 34,2          | 41,1          | 45,6            | 65,5             | 48,1            | 539,8      |

### Milieux naturels et biodiversité
L’inventaire des zones naturelles d'intérêt écologique, faunistique et floristique (ZNIEFF) a pour objectif de réaliser une couverture des zones les plus intéressantes sur le plan écologique, essentiellement dans la perspective d’améliorer la connaissance du patrimoine naturel national et de fournir aux différents décideurs un outil d’aide à la prise en compte de l’environnement dans l’aménagement du territoire.
Une ZNIEFF de type 1 est recensée sur la commune :
les « coteaux du Fenouillèdes et Roc del Maure » (1 147 ha), couvrant 5 communes du département et une ZNIEFF de type 2, : 
le « massif du Fenouillèdes » (34 157 ha), couvrant 40 communes dont une dans l'Aude et 39 dans les Pyrénées-Orientales.

Carte des ZNIEFF de type 1 et 2 à Eus.
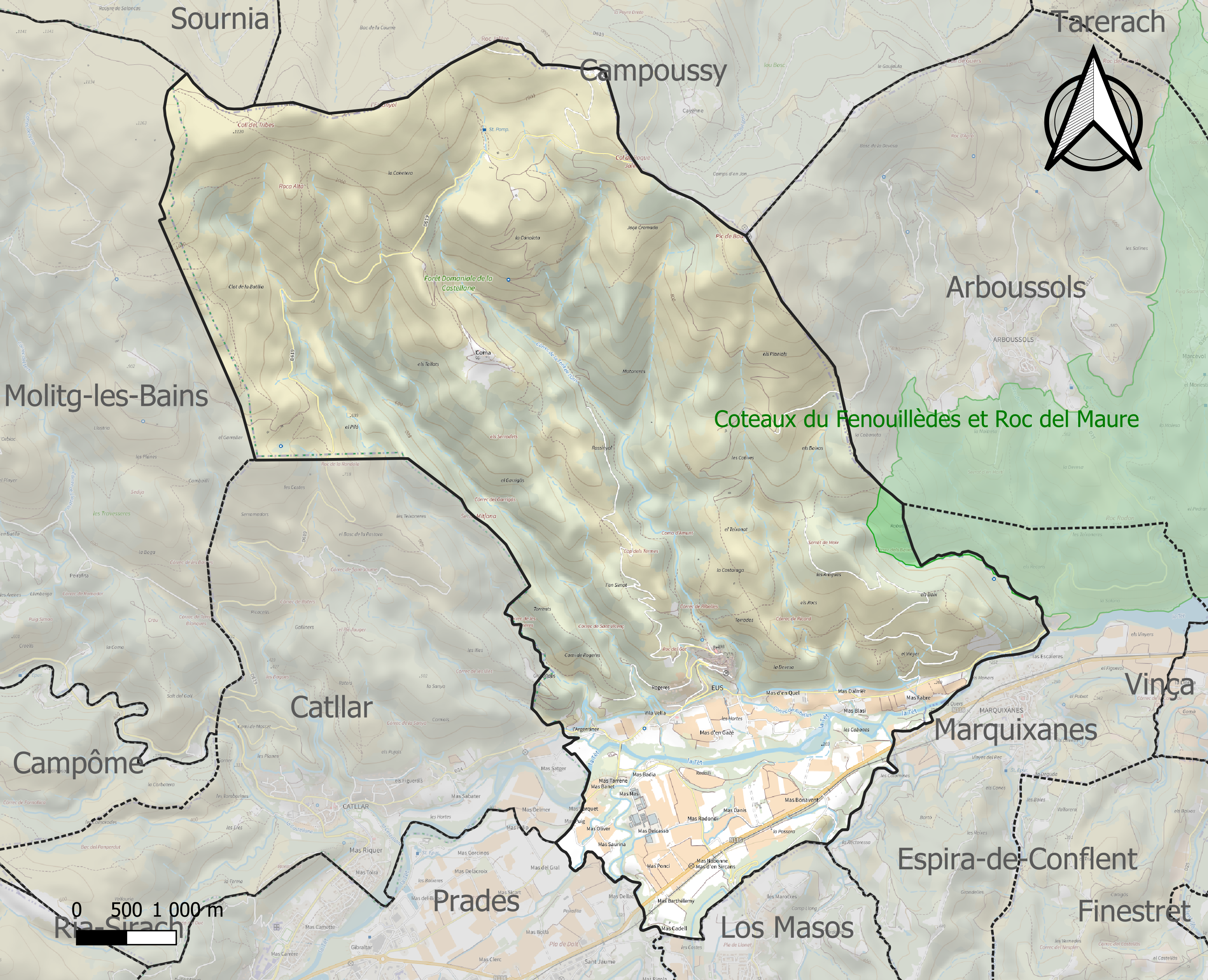
Carte de la ZNIEFF de type 1 sur la commune.
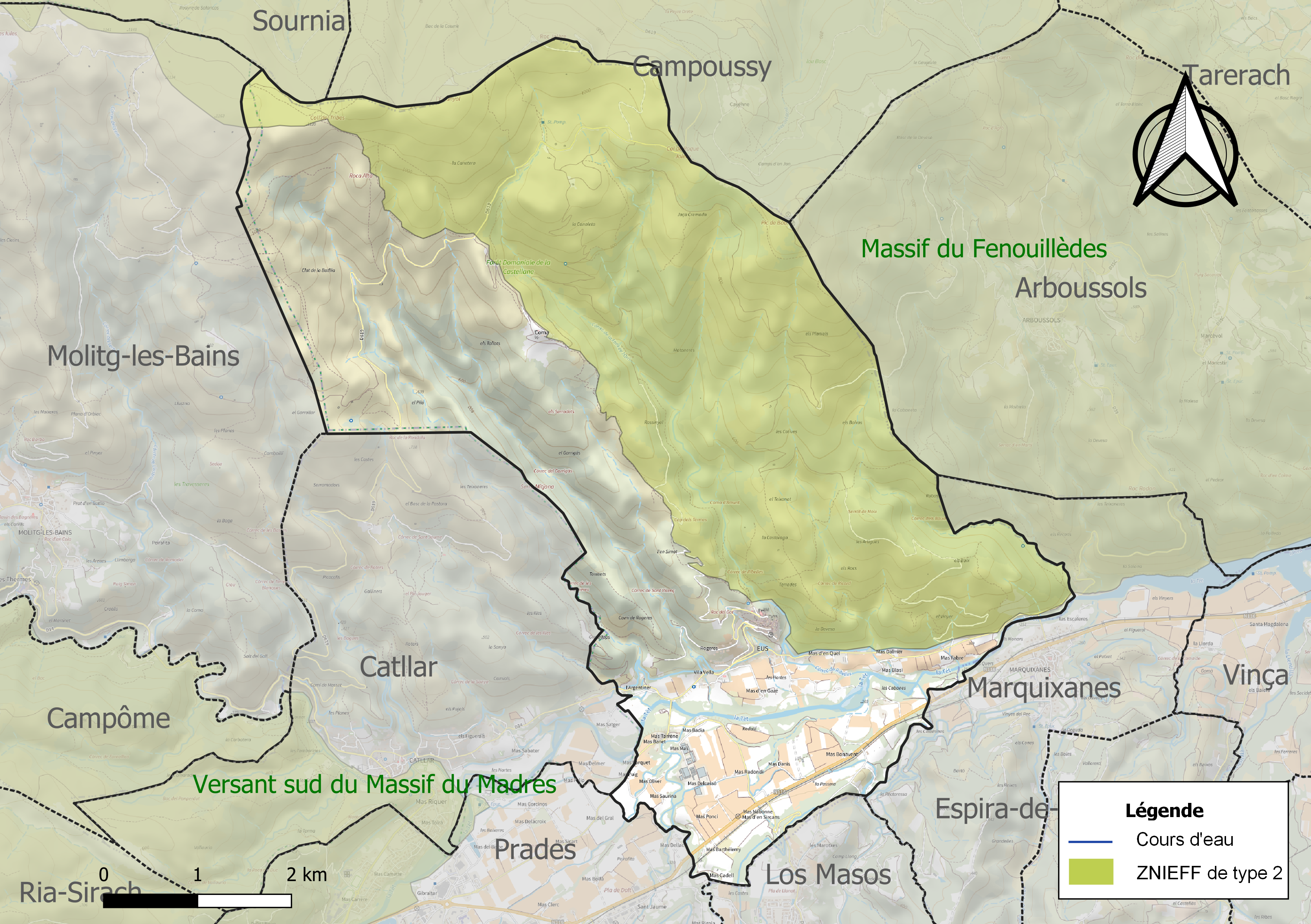
Carte de la ZNIEFF de type 2 sur la commune.

## Urbanisme

### Typologie
Au 1er janvier 2024, Eus est catégorisée commune rurale à habitat dispersé, selon la nouvelle grille communale de densité à sept niveaux définie par l'Insee en 2022.
Elle est située hors unité urbaine. Par ailleurs la commune fait partie de l'aire d'attraction de Prades, dont elle est une commune de la couronne,. Cette aire, qui regroupe 26 communes, est catégorisée dans les aires de moins de 50 000 habitants,.

### Occupation des sols

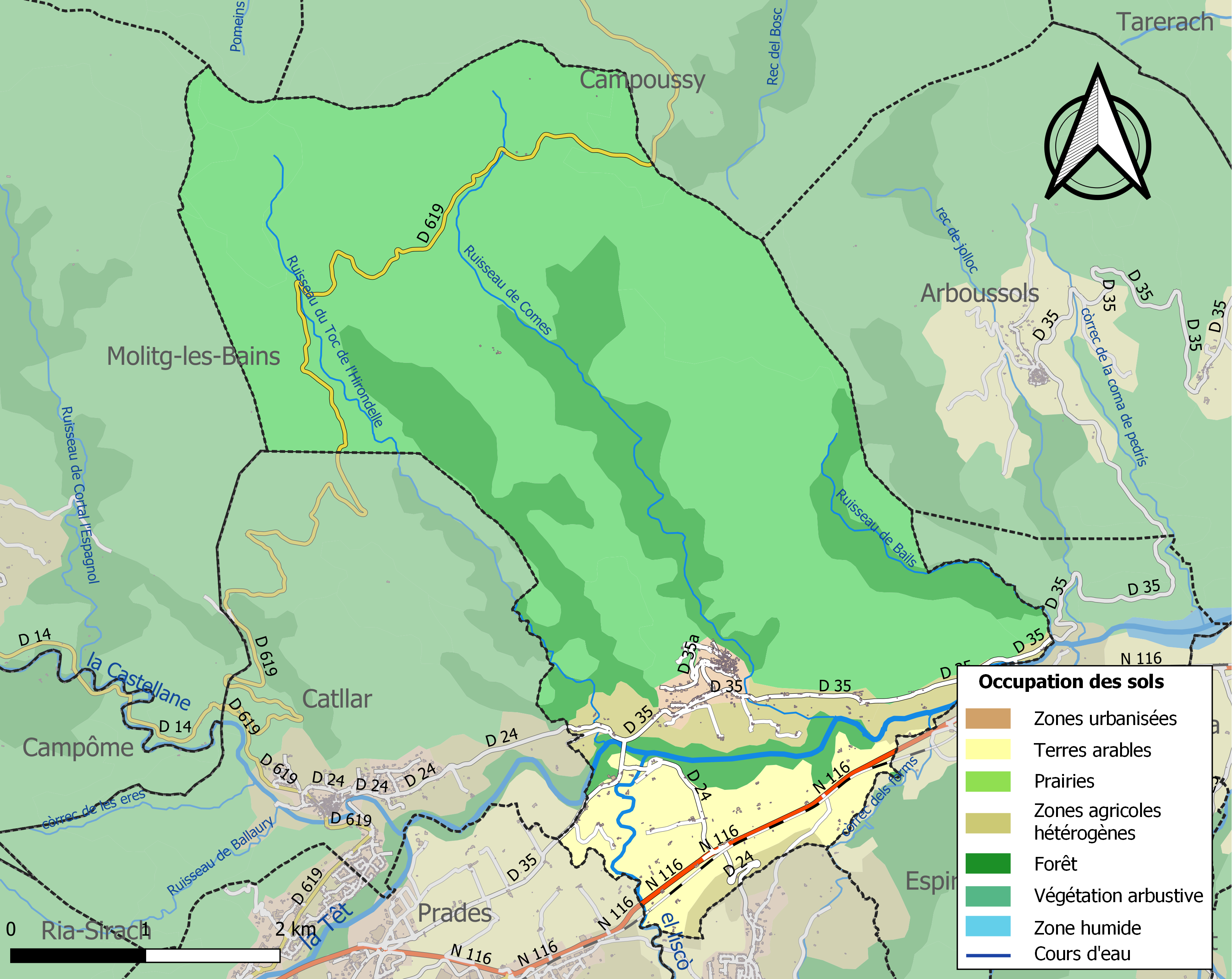
Carte des infrastructures et de l'occupation des sols de la commune en 2018 (CLC).

L'occupation des sols de la commune, telle qu'elle ressort de la base de données européenne d’occupation biophysique des sols Corine Land Cover (CLC), est marquée par l'importance des forêts et milieux semi-naturels (85 % en 2018), une proportion sensiblement équivalente à celle de 1990 (84,2 %). La répartition détaillée en 2018 est la suivante : 
milieux à végétation arbustive et/ou herbacée (65,7 %), forêts (19,3 %), cultures permanentes (8,2 %), zones agricoles hétérogènes (5,6 %), zones urbanisées (1,3 %). L'évolution de l’occupation des sols de la commune et de ses infrastructures peut être observée sur les différentes représentations cartographiques du territoire : la carte de Cassini (XVIIIe siècle), la carte d'état-major (1820-1866) et les cartes ou photos aériennes de l'IGN pour la période actuelle (1950 à aujourd'hui).

### Risques majeurs
Le territoire de la commune d'Eus est vulnérable à différents aléas naturels : inondations, climatiques (grand froid ou canicule), feux de forêt, mouvements de terrain et séisme (sismicité modérée). Il est également exposé à deux risques technologiques, le transport de matières dangereuses et la rupture d'un barrage, et à un risque particulier, le risque radon,.

#### Risques naturels
Certaines parties du territoire communal sont susceptibles d’être affectées par le risque d’inondation par crue torrentielle de cours d'eau du bassin de la Têt.
Les mouvements de terrain susceptibles de se produire sur la commune sont soit des mouvements liés au retrait-gonflement des argiles, soit des glissements de terrain, soit des chutes de blocs. Une cartographie nationale de l'aléa retrait-gonflement des argiles permet de connaître les sols argileux ou marneux susceptibles vis-à-vis de ce phénomène.

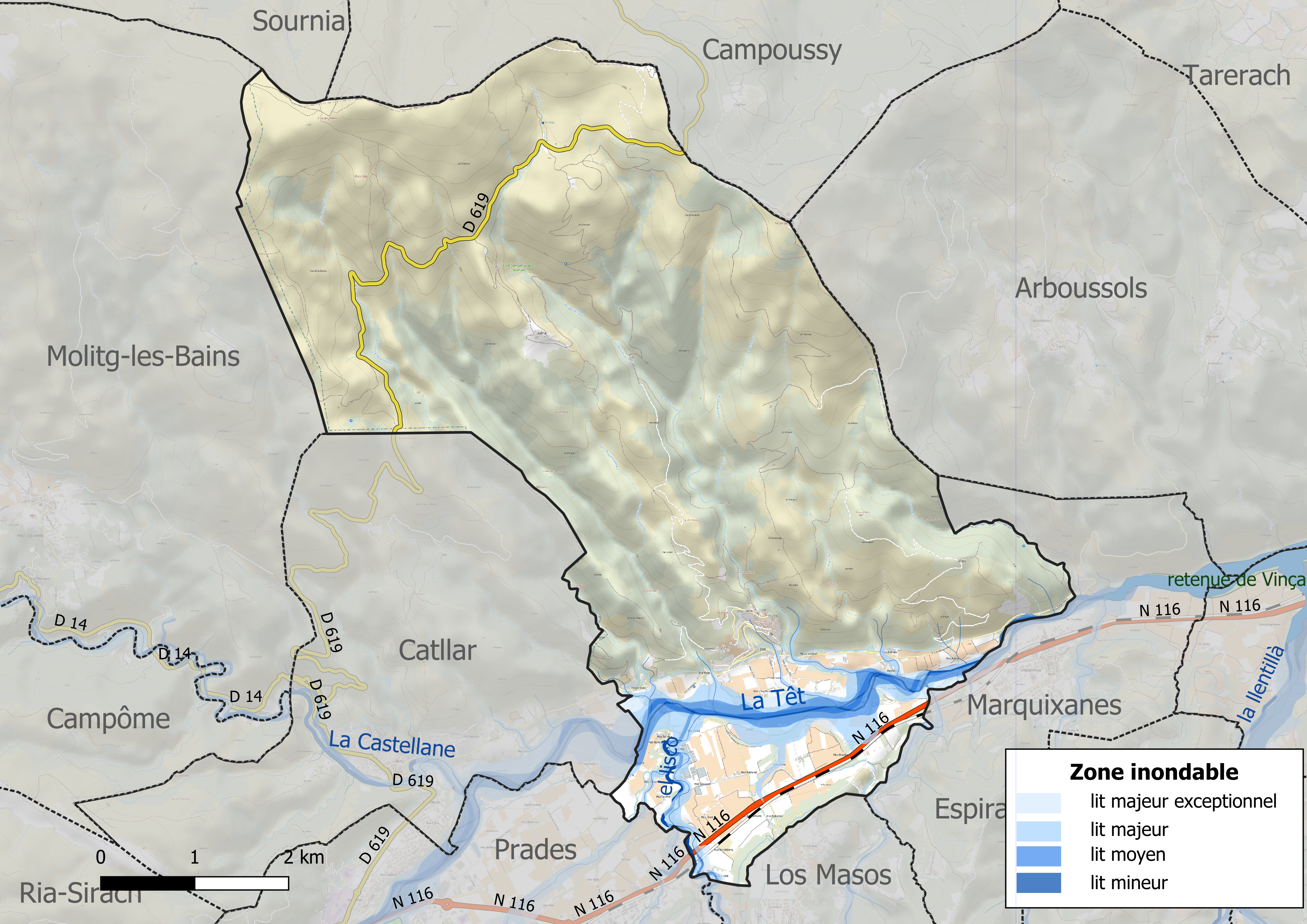
Carte des zones inondables.
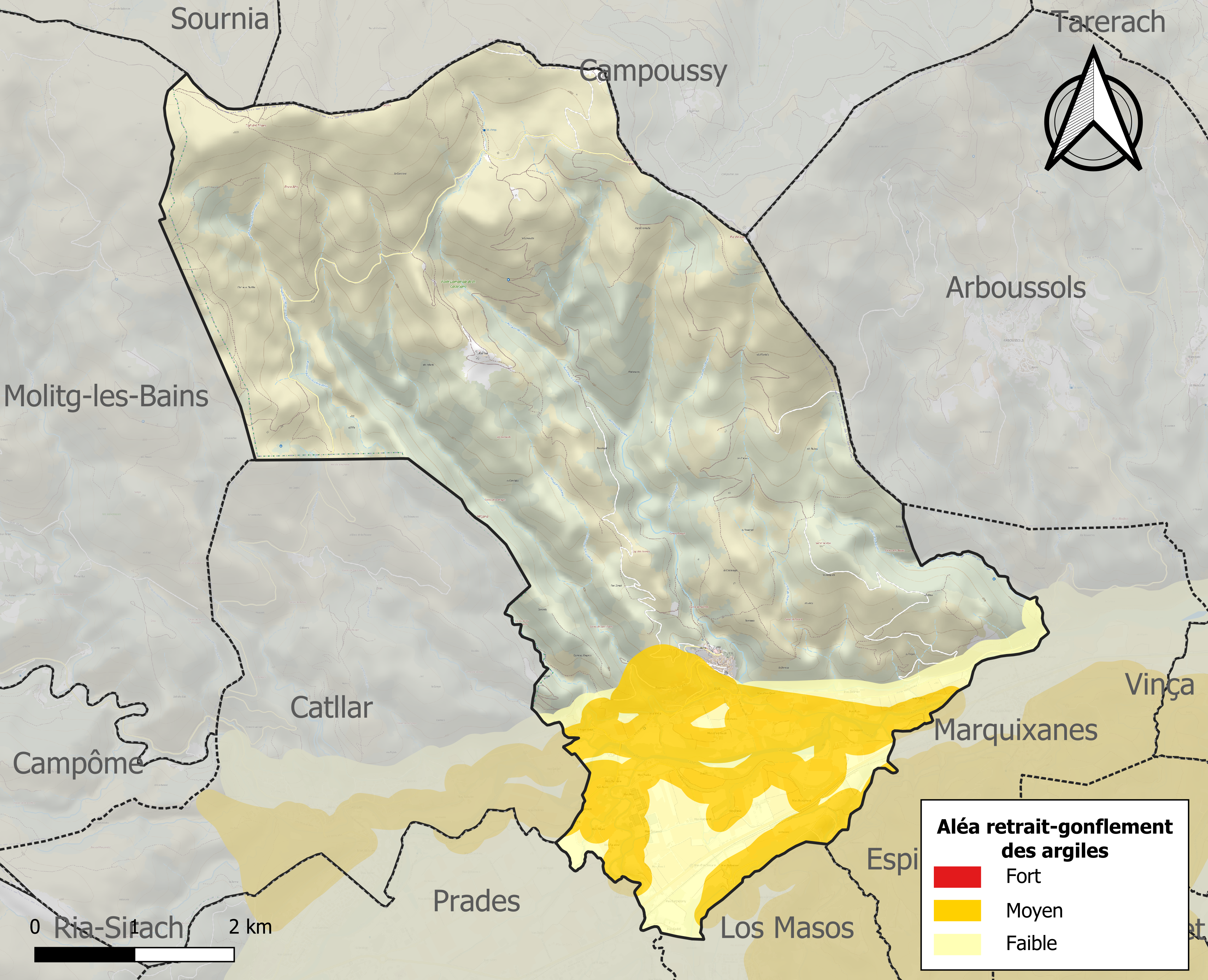
Carte des zones d'aléa retrait-gonflement des argiles.

#### Risques technologiques
Le risque de transport de matières dangereuses sur la commune est lié à sa traversée par une route à fort trafic. Un accident se produisant sur une telle infrastructure est en effet susceptible d’avoir des effets graves au bâti ou aux personnes jusqu’à 350 m, selon la nature du matériau transporté. Des dispositions d’urbanisme peuvent être préconisées en conséquence.
Dans le département des Pyrénées-Orientales, on dénombre sept grands barrages susceptibles d’occasionner des dégâts en cas de rupture. La commune fait partie des 66 communes susceptibles d’être touchées par l’onde de submersion consécutive à la rupture d’un de ces barrages, le Barrage des Bouillouses sur la Têt, un ouvrage de 17,5 m de hauteur construit en 1910.

#### Risque particulier
Dans plusieurs parties du territoire national, le radon, accumulé dans certains logements ou autres locaux, peut constituer une source significative d’exposition de la population aux rayonnements ionisants. Toutes les communes du département sont concernées par le risque radon à un niveau plus ou moins élevé. Selon la classification de 2018, la commune d'Eus est classée en zone 3, à savoir zone à potentiel radon significatif.

## Toponymie
Le nom de la commune est Eus (prononcé [ews]), en catalan comme en français.
Le nom d'Eus vient d'Elex, du latin classique ilex, qui signifie chêne vert,. Eus est mentionnée sous les noms de ipsa Elzina au Xe siècle, villa Elz en 1035, Hels en 1053, Heus en 1212 et enfin Eus en 1359.

## Histoire

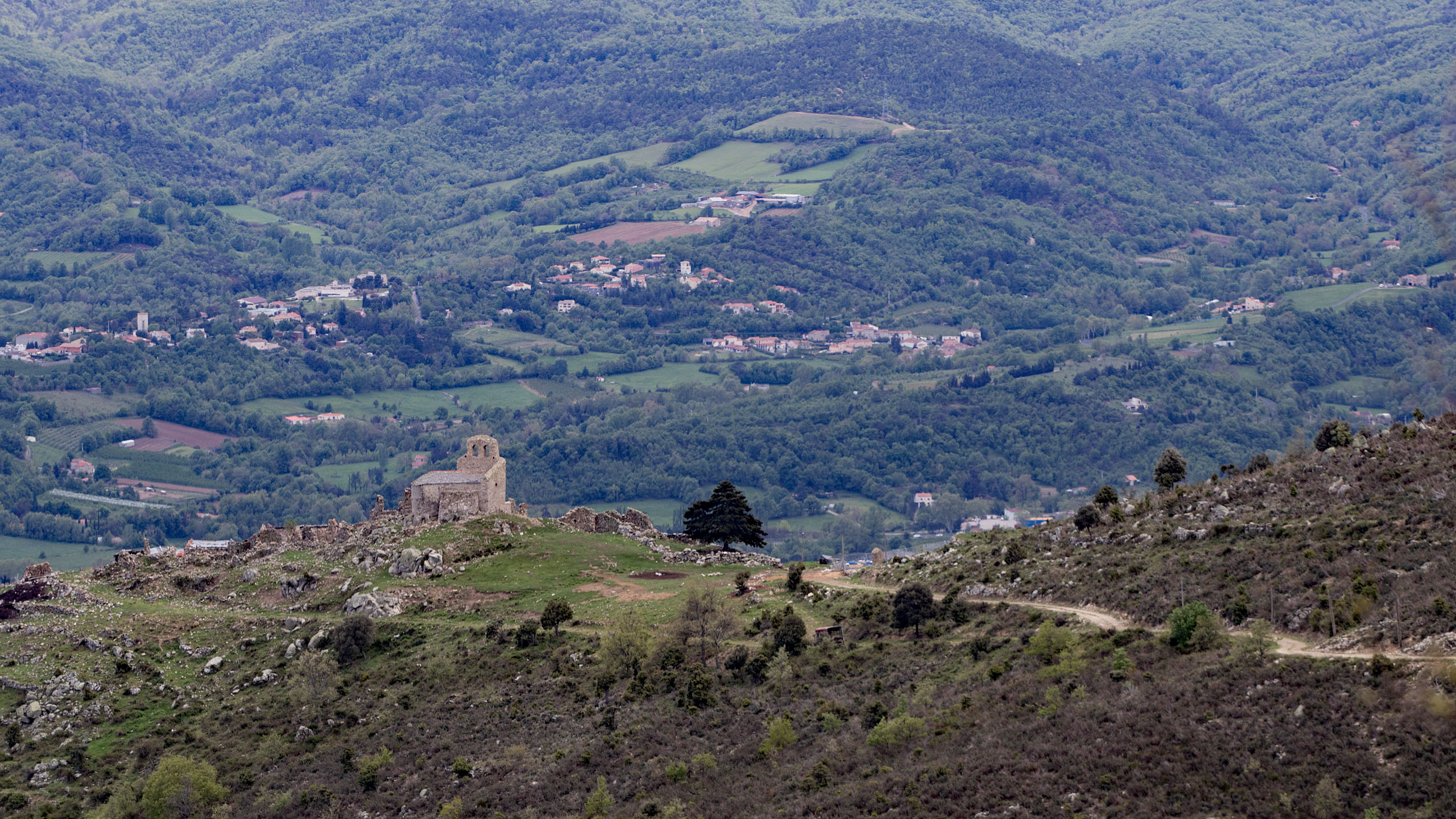
Église Saint-Étienne

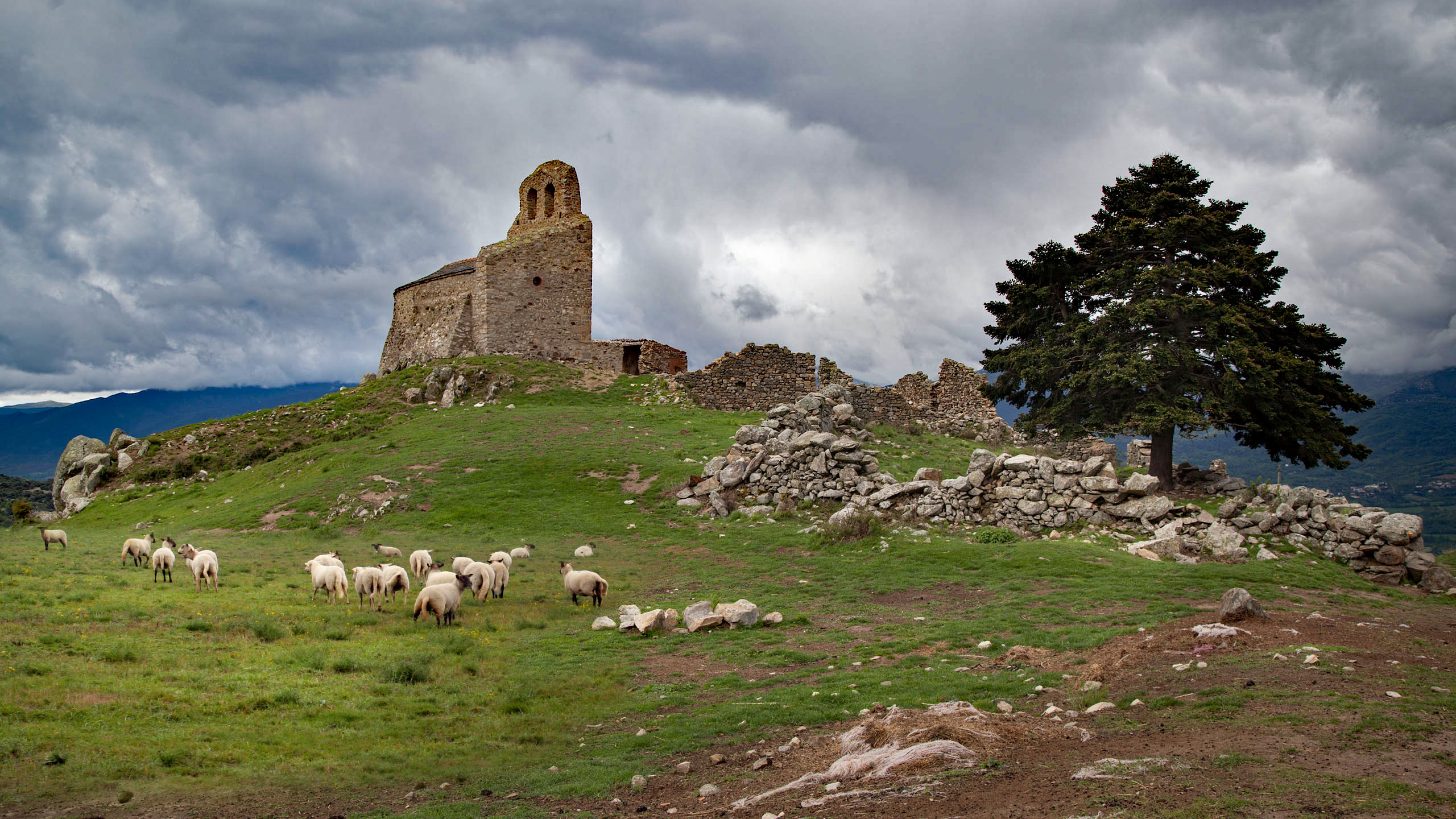
L'église de Comes

### Le hameau de Comes
Comes est un village situé à une heure de marche d'Eus et mentionné dès 844. Il possède une église construite au XIIe siècle et dédiée à Saint-Étienne et la paroisse est créée en 1218.
Le 13 mars 1828, la commune de Comes fusionne avec la commune d'Eus. À la suite de nombreuses périodes de sécheresse, Comes se vide peu à peu de ses habitants et est définitivement abandonné avant la Seconde Guerre mondiale. L'église est toutefois aujourd'hui restaurée.

## Politique et administration
À compter des élections départementales de 2015, la commune est incluse dans le nouveau canton des Pyrénées catalanes.

### Liste des maires
| Période                      | Période                   | Identité                             | Étiquette | Qualité         |
| ---------------------------- | ------------------------- | ------------------------------------ | --------- | --------------- |
| 1790                         | 1791                      | Jacques Calmon                       |           |                 |
| 1791                         | 1792                      | Joseph Derroja                       |           |                 |
| 1792                         | 1793                      | François-Xavier Marens               |           |                 |
| 1793                         | 1793                      | Augustin Calmon                      |           |                 |
| 1793                         | 1795                      | Jacques Carré                        |           |                 |
| 1795                         | 1799                      | Joseph Derroja                       |           |                 |
| 1799                         | 1805                      | Louis Masères                        |           |                 |
| 1805                         | 1809                      | Xavier Masères                       |           |                 |
| 1809                         | 1816                      | Joseph Derroja                       |           |                 |
| 1816                         | 1821                      | Vincent Millet                       |           |                 |
| 1821                         | 1826                      | Joseph Masuaute                      |           |                 |
| 1826                         | 1830                      | Vincent Millet                       |           |                 |
| 1830                         | 1831                      | Jacques Derroja                      |           |                 |
| 1831                         | 1835                      | Joseph Calmon                        |           |                 |
| 1835                         | 1839                      | Vincent Baillbé-Pla                  |           |                 |
| 1839                         | 1840                      | Pierre Anglade                       |           |                 |
| 1840                         | 1841                      | Augustin Dellach                     |           |                 |
| 1841                         | 1843                      | Vincent Baillbé-Pla                  |           |                 |
| 1843                         | 1846                      | Jean Botigna                         |           |                 |
| 1846                         | 1848                      | Vincent Dalmer                       |           |                 |
| 1848                         | 1848                      | Jean Fourquet                        |           |                 |
| 1848                         | 1855                      | Jacques Derroja                      |           |                 |
| 1855                         | 1860                      | Joseph Masuaute                      |           |                 |
| 1860                         | 1865                      | Jean Botigna                         |           |                 |
| 1865                         | 1870                      | Bonaventure Calmont                  |           |                 |
| 1870                         | 1874                      | Joseph Masuaute                      |           |                 |
| 1874                         | 1878                      | Isidore Vidal                        |           |                 |
| 1878                         | 1892                      | Joseph Masuaute                      |           |                 |
| 1892                         | 1908                      | François Sabater                     |           |                 |
| 1908                         | 1908                      | Jacques Banet fils                   |           |                 |
| 1908                         | 1919                      | Jacques Jampy                        |           |                 |
| 1919                         | 1929                      | Vincent Timan                        |           |                 |
| 1929                         | 1930                      | Michel Calmon                        |           |                 |
| 1930                         | 1931                      | Joseph Bouigas                       |           |                 |
| 1931                         | 1935                      | Vincent Calmon                       |           |                 |
| 1935                         | 1944                      | Joseph Fourquet                      |           |                 |
| 1944                         | 1957                      | Vincent Timan                        |           |                 |
| 1957                         | 1983                      | Jean Calmon                          |           |                 |
| 1983                         | 2008                      | André Brugat                         | DVD       |                 |
| mars 2008                    | 15 avril 2025             | José Montessino,                     | UDI       |                 |
| entre le 15 et 17 avril 2025 | 30 avril 2025 (prévision) | Jean-Philippe Dorandeu (par intérim) |           | premier adjoint |

## Population et société

### Démographie ancienne
La population est exprimée en nombre de feux (f) ou d'habitants (H).
| 1365 | 1378 | 1470 | 1515 | 1553 | 1709  | 1720  | 1767  | 1774  |
| ---- | ---- | ---- | ---- | ---- | ----- | ----- | ----- | ----- |
| 42 f | 33 f | 30 f | 27 f | 24 f | 136 f | 152 f | 641 H | 138 f |

| 1789  | - | - | - | - | - | - | - | - |
| ----- | - | - | - | - | - | - | - | - |
| 130 f | - | - | - | - | - | - | - | - |

### Démographie contemporaine
Ses habitants sont appelés les Iliciens.
431 habitants au dernier recensement 2015
L'évolution du nombre d'habitants est connue à travers les recensements de la population effectués dans la commune depuis 1793. Pour les communes de moins de 10 000 habitants, une enquête de recensement portant sur toute la population est réalisée tous les cinq ans, les populations de référence des années intermédiaires étant quant à elles estimées par interpolation ou extrapolation. Pour la commune, le premier recensement exhaustif entrant dans le cadre du nouveau dispositif a été réalisé en 2005.

En 2022, la commune comptait 381 habitants, en évolution de −1,55 % par rapport à 2016 (Pyrénées-Orientales : +3,92 %, France hors Mayotte : +2,11 %).
| 1793 | 1800 | 1806 | 1821 | 1831 | 1836 | 1841 | 1846 | 1851 |
| ---- | ---- | ---- | ---- | ---- | ---- | ---- | ---- | ---- |
| 517  | 434  | 511  | 536  | 596  | 634  | 663  | 667  | 656  |

| 1856 | 1861 | 1866 | 1872 | 1876 | 1881 | 1886 | 1891 | 1896 |
| ---- | ---- | ---- | ---- | ---- | ---- | ---- | ---- | ---- |
| 630  | 631  | 691  | 696  | 690  | 656  | 598  | 568  | 593  |

| 1901 | 1906 | 1911 | 1921 | 1926 | 1931 | 1936 | 1946 | 1954 |
| ---- | ---- | ---- | ---- | ---- | ---- | ---- | ---- | ---- |
| 619  | 630  | 606  | 509  | 436  | 386  | 397  | 361  | 400  |

| 1962 | 1968 | 1975 | 1982 | 1990 | 1999 | 2005 | 2006 | 2010 |
| ---- | ---- | ---- | ---- | ---- | ---- | ---- | ---- | ---- |
| 370  | 370  | 330  | 355  | 361  | 375  | 396  | 398  | 407  |

| 2015 | 2020 | 2022 | - | - | - | - | - | - |
| ---- | ---- | ---- | - | - | - | - | - | - |
| 388  | 377  | 381  | - | - | - | - | - | - |

Note : à partir de 1831, les habitants de Comes sont recensés avec ceux d'Eus.
| selon la population municipale des années : | 1968 | 1975 | 1982 | 1990 | 1999 | 2006 | 2009 | 2013 |
| Rang de la commune dans le département      | 105  | 107  | 110  | 115  | 114  | 116  | 116  | 118  |
| Nombre de communes du département           | 232  | 217  | 220  | 225  | 226  | 226  | 226  | 226  |

### Enseignement
Il n'y a plus d'école à Eus.

### Manifestations culturelles et festivités
- Fête communale : 22 janvier[45] ;
- Festival des Nits d'Eus (anciennement Nits de cançó i de música[46]), festival de création musicale contemporaine : août et septembre[47] ;
- La croisée d'art (festival d'arts visuels) : premier week-end de juin ;
- La course des lézards (course de montagne) : le 11 novembre.
- Més de jazz, un festival de jazz qui a lieu tous les étés de juin à août.
- Les expositions du Jardin de Cactus[48]

## Économie

### Revenus
En 2018, la commune compte 188 ménages fiscaux, regroupant 376 personnes. La médiane du revenu disponible par unité de consommation est de 20 240 € (19 350 € dans le département).

### Emploi
|                | 2008   | 2013   | 2018   |
| -------------- | ------ | ------ | ------ |
| Commune        | 9,8 %  | 8,9 %  | 11,5 % |
| Département    | 10,3 % | 12,9 % | 13,3 % |
| France entière | 8,3 %  | 10 %   | 10 %   |

En 2018, la population âgée de 15 à 64 ans s'élève à 204 personnes, parmi lesquelles on compte 79,5 % d'actifs (68 % ayant un emploi et 11,5 % de chômeurs) et 20,5 % d'inactifs,. Depuis 2008, le taux de chômage communal (au sens du recensement) des 15-64 ans est inférieur à celui du département, mais supérieur à celui de la France.
La commune fait partie de la couronne de l'aire d'attraction de Prades, du fait qu'au moins 15 % des actifs travaillent dans le pôle,. Elle compte 86 emplois en 2018, contre 76 en 2013 et 89 en 2008. Le nombre d'actifs ayant un emploi résidant dans la commune est de 148, soit un indicateur de concentration d'emploi de 58,3 % et un taux d'activité parmi les 15 ans ou plus de 51,4 %.
Sur ces 148 actifs de 15 ans ou plus ayant un emploi, 60 travaillent dans la commune, soit 41 % des habitants. Pour se rendre au travail, 73,1 % des habitants utilisent un véhicule personnel ou de fonction à quatre roues, 2,8 % les transports en commun, 7,6 % s'y rendent en deux-roues, à vélo ou à pied et 16,6 % n'ont pas besoin de transport (travail au domicile).

### Activités hors agriculture

#### Secteurs d'activités
32 établissements sont implantés  à Eus au 31 décembre 2019. Le tableau ci-dessous en détaille le nombre par secteur d'activité et compare les ratios avec ceux du département,.
| Secteur d'activité                                                                                        | Commune | Commune | Département |
| Secteur d'activité                                                                                        | Nombre  | %       | %           |
| --- | ------- | ------- | ----------- |
| Ensemble                                                                                                  | 32      |         |             |
| Industrie manufacturière, industries extractives et autres                                                | 5       | 15,6 %  | (8,7 %)     |
| Construction                                                                                              | 2       | 6,3 %   | (14,3 %)    |
| Commerce de gros et de détail, transports, hébergement et restauration                                    | 13      | 40,6 %  | (30,5 %)    |
| Information et communication                                                                              | 1       | 3,1 %   | (1,9 %)     |
| Activités immobilières                                                                                    | 3       | 9,4 %   | (6,2 %)     |
| Activités spécialisées, scientifiques et techniques et activités de services administratifs et de soutien | 2       | 6,3 %   | (13 %)      |
| Administration publique, enseignement, santé humaine et action sociale                                    | 2       | 6,3 %   | (13,9 %)    |
| Autres activités de services                                                                              | 4       | 12,5 %  | (8,5 %)     |

Le secteur du commerce de gros et de détail, des transports, de l'hébergement et de la restauration est prépondérant sur la commune puisqu'il représente 40,6 % du nombre total d'établissements de la commune (13 sur les 32 entreprises implantées  à Eus), contre 30,5 % au niveau départemental.

### Revenus de la population et fiscalité
En 2010, le revenu fiscal médian par ménage était de 23 946 €.

### Agriculture
La commune est dans le Conflent, une petite région agricole occupant le centre-ouest du département des Pyrénées-Orientales. En 2020, l'orientation technico-économique de l'agriculture  sur la commune est la culture de fruits ou d'autres cultures permanentes.
|               | 1988 | 2000  | 2010  | 2020  |
| ------------- | ---- | ----- | ----- | ----- |
| Exploitations | 40   | 28    | 17    | 16    |
| SAU (ha)      | 352  | 1 025 | 1 185 | 1 070 |

Le nombre d'exploitations agricoles en activité et ayant leur siège dans la commune est passé de 40 lors du recensement agricole de 1988  à 28 en 2000 puis à 17 en 2010 et enfin à 16 en 2020, soit une baisse de 60 % en 32 ans. Le même mouvement est observé à l'échelle du département qui a perdu pendant cette période 73 % de ses exploitations,. La surface agricole utilisée sur la commune a quant à elle augmenté, passant de 352 ha en 1988 à 1070 ha en 2020. Parallèlement la surface agricole utilisée moyenne par exploitation a augmenté, passant de 9 à 67 ha.
Traditionnellement agricole, le village domine un vaste verger au pied du Canigou, nectarines, pêchers, abricotiers, pommiers et un peu de maraîchage se partagent la plaine fertile. Eus est aussi un village touristique, labellisé plus beaux villages de France.

## Culture locale et patrimoine

### Monuments et lieux touristiques
- Un des plus beaux villages de France.
- Chapelle Saint-Vincent d'Eus. L'édifice a été classé au titre des monuments historiques en 1960[53].
- Église Saint-Vincent-d'En-Haut d'Eus. L'édifice a été inscrit au titre des monuments historiques en 1990[54].
- Église Saint-Étienne de Comes, église romane.
- La Légende de la Font d'Eus[55]

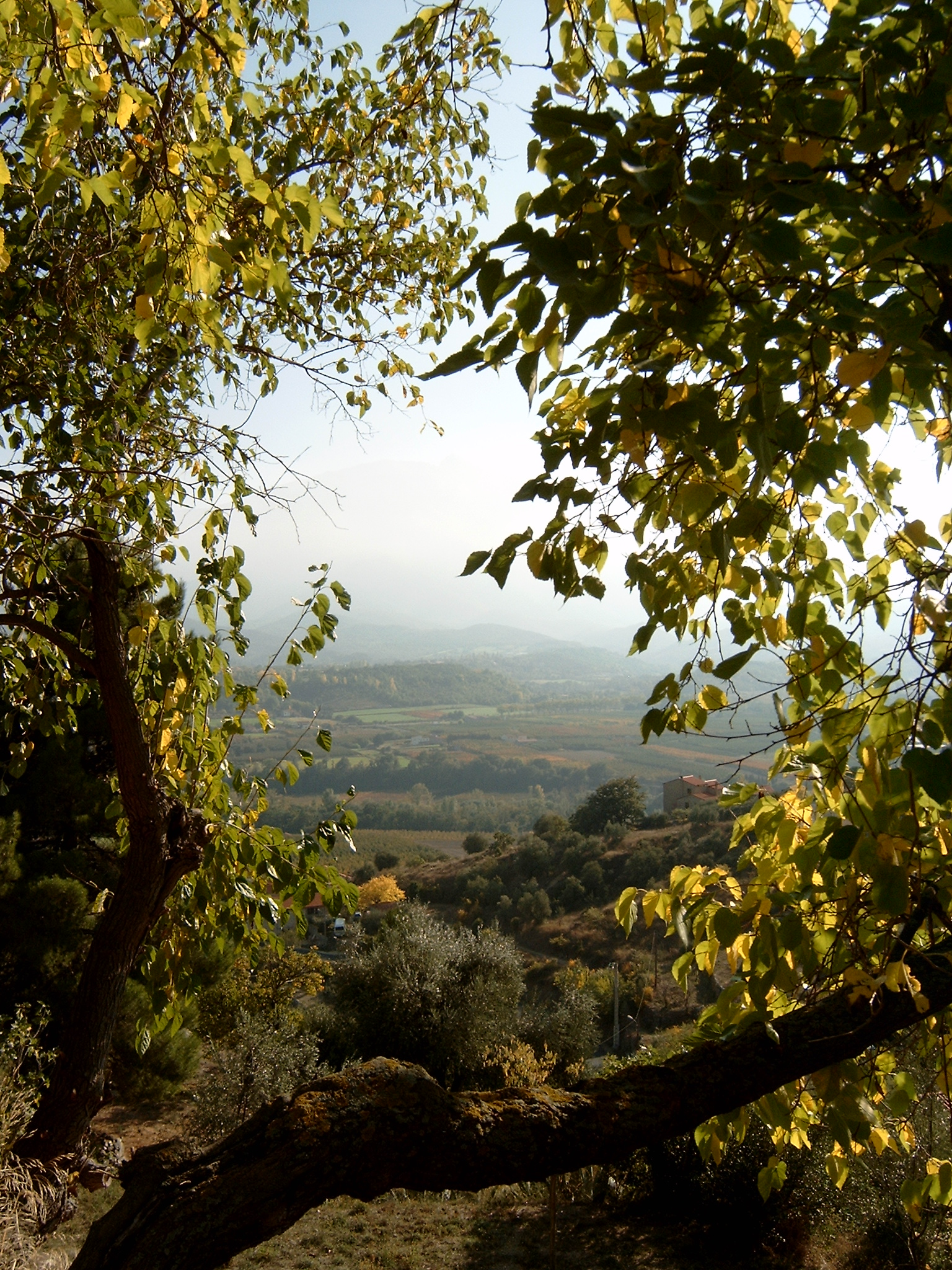
La vallée vue du village.
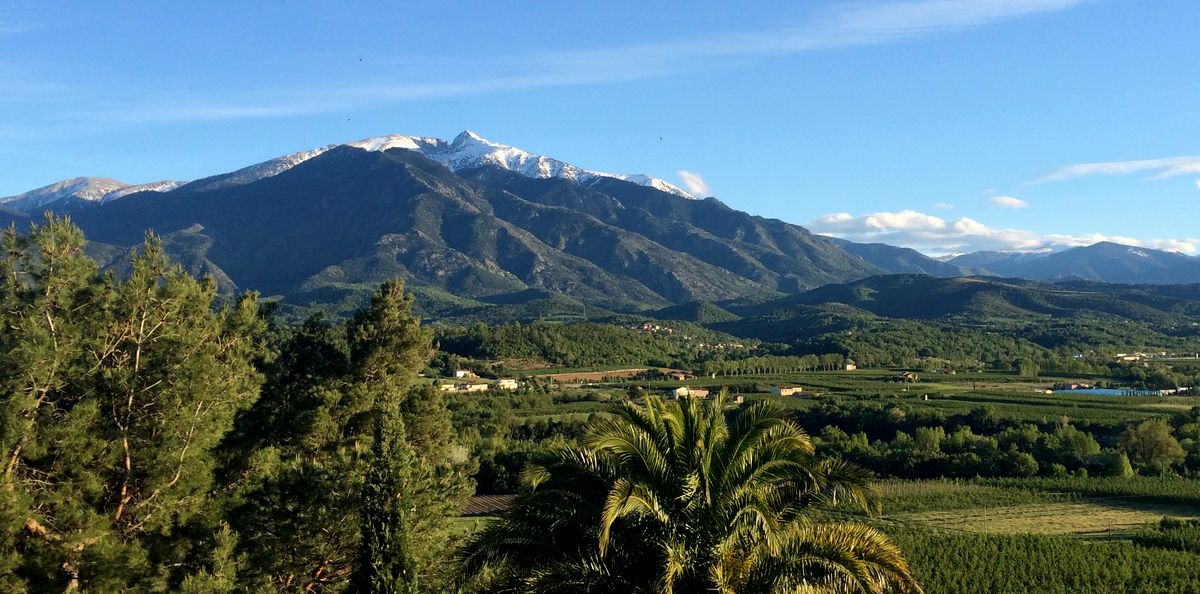
Le pic du Canigó vu depuis le village.
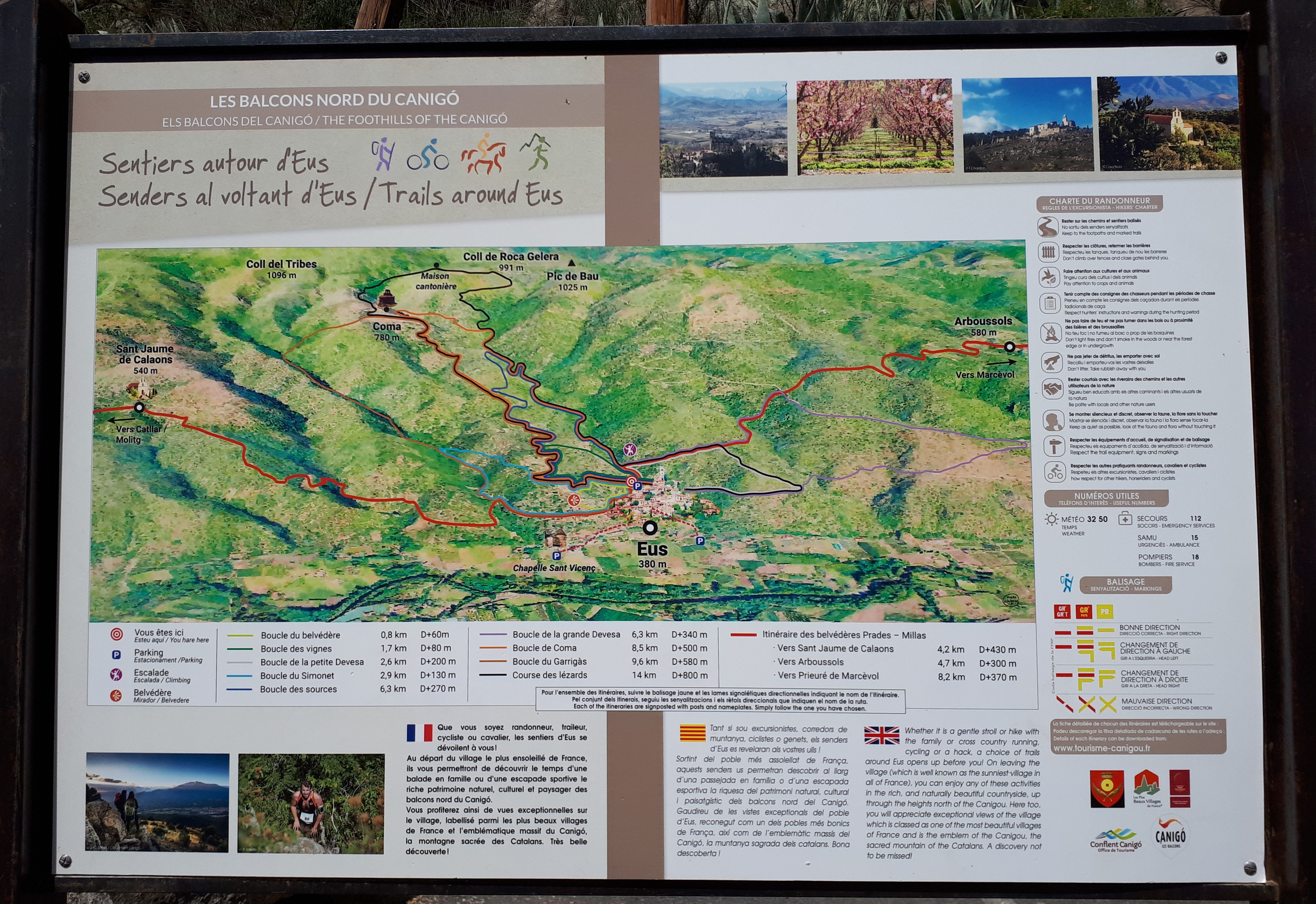
Le village est un point de départ pour de nombreux circuits de randonnée.

### Personnalités liées à la commune
- Antoine Fourquet (1872-1952) : ecclésiastique né à Eus ;
- Jean Labellie (1920-2021) : artiste peintre vivant à Eus entre 1970 et sa mort ;
- Ursula Vian-Kübler (1928-2010) : danseuse, actrice et deuxième épouse de Boris Vian, a vécu et est morte à Eus.
- D'Déé (1928-2016) : danseur et chorégraphe français, a vécu à Eus.

### Héraldique
| Blason de Eus | Blason  | De gueules à la meule de moulin entre deux palmes adossées, les tiges passées en sautoir, surmontée d’une couronne le tout d’or. |
| Blason de Eus | Détails | Le statut officiel du blason reste à déterminer.                                                                                 |